# Орден Луизы

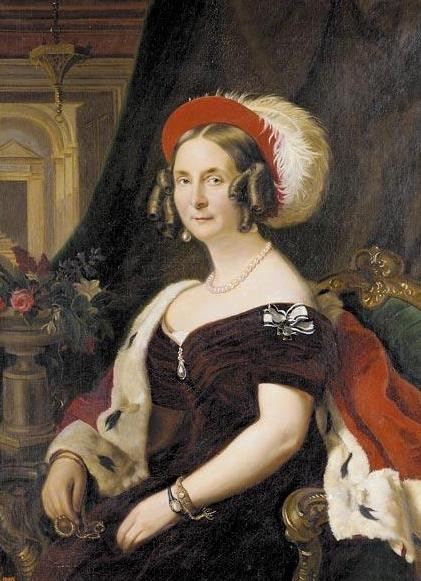
Племянница королевы Луизы Фридерика Вильгельмина Прусская с орденом её имени на левой груди

Орден Луизы (нем. Luisenorden) — дамский орден, высшая награда королевства Пруссия.

## История
Орден учреждён 3 августа 1814 года королём Фридрихом Вильгельмом III во время освободительной войны против Наполеона в память о своей скончавшейся в 1810 году супруге, королеве Луизе. Орден вручался в качестве награды для женщин за заслуги по уходу за раненными и больными военнослужащими в ходе войны 1813—1814 годов.
Первоначально имел один класс.
Орден был обновлён в 1850 году при короле Фридрихе Вильгельме IV, в 1865 году при Вильгельме I и в 1890 году при Вильгельме II.
30 октября 1865 года король Вильгельм I разделил орден на два класса: золотой и серебряный, который был меньше размером и не был покрыт эмалью.

## Описание
Знак Ордена представлял собой золотой крест небольшого размера, покрытый чёрной эмалью с золотым кантом. На медальон ордена была помещена монограмма «L» на голубом фоне — «Луиза». На реверсе первых орденов были указаны даты «1813—1814». Орден крепился к ленте белого цвета с чёрными ободками, носить которую следовало на лифе левой груди, однако знак Ордена фактически носился не на лифе, как было установлено Статутами, а практически на левом плече кавалерственной дамы. Статус Ордена был очень высок, им награждались фактически только члены королевских или императорских фамилий и жёны высших сановников. Число членов ордена, которые должны были иметь прусское гражданство, было ограничено и не превышало 100. Нехристиане получали вместо креста золотую медаль с тем же самым медальоном по середине, что и на лицевой стороне креста. Гроссмейстериной Ордена являлась супруга царствовавшего монарха.